# 밴조
밴조(banjo)는 주로 재즈나 민속음악에 쓰이는 기타의 일종이며, 아랍이나 유럽의 기타가 아프리카로 건너가서 변형된 것으로 추정된다. 서아프리카에서 바니아(bania)라 한 것을 흑인이 미국으로 가져와서 밴조가 되었다. 넥(neck)은 비교적 길며 앞판 부분은 가죽으로 둥근 모양의 틀에 씌워져 있으며 뒤판은 없다. 4현에서 9현까지의 것이 있다. 밴조의 종류에는 테너밴조, 치터밴조와 밴졸린 등이 있다. 주법으로는 서서 연주하는 것이 보통이며 넥의 끝에 붙어 있는 고리쇠와 테일피스 가까이를 벨트로 걸어 왼편 어깨에서 오른팔 밑으로 메고 오른손에 픽을 가지고 연주한다. 밴조의 조현은 여러 종류가 있으나 대표적인 테너밴조는 보통 다음, 사음, 라음, 가음으로 조현한다.

## 역사
목이 긴 류트형의 밴조는 서아프리카에서 만들어졌으며 17세기 초에 아프리카 노예들에 의해 북아메리카에 전해졌다. 밴조는 남부의 농장에서 점차적으로 북부로 옮겨졌고 북부에서는 흑인으로 분장하여 연기하는 민스트럴 쇼의 상징물이 되었다. 이런 쇼의 백인 밴조 연주자 조엘 스위니와 댄 에멋 등의 영향으로 밴조는 미국에서 백인 도시 문화 속으로 급속히 퍼져, 19세기에는 거실에서 연주할 수 있는 악기가 되었다. 밴조는 영국으로 건너가 음악당의 연예인들과 재즈 밴드의 주목을 받았다. 20세기에 들어서면서 쿠르트 바일의 '마하고니'와 조지 거슈윈의 '포기와 베스' 등의 오케스트라 음악에도 사용되었다.

## 연주

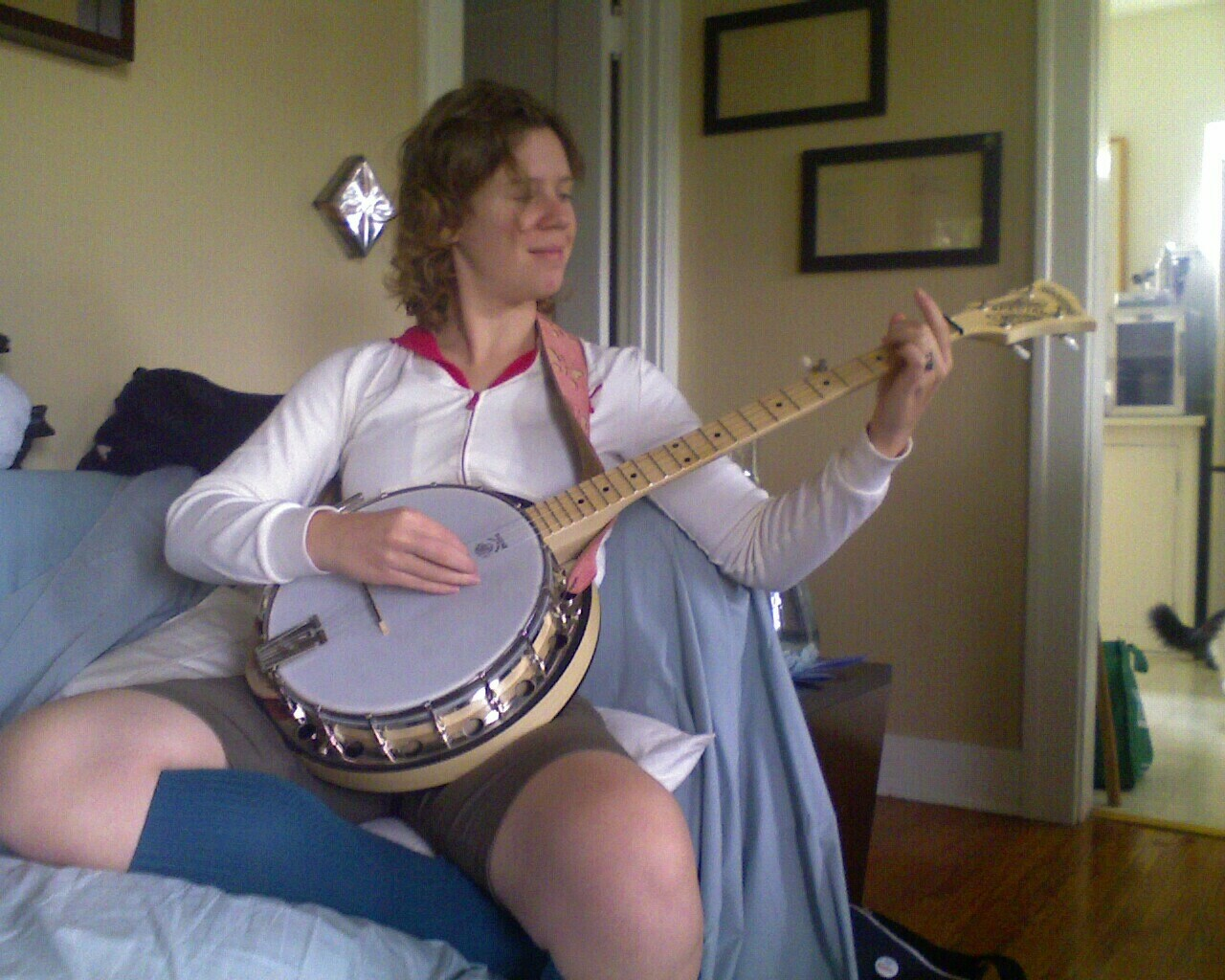
밴조를 연주하고 있는 여성.

현재 밴조는 5개의 금속 현을 사용하는데, 정통 밴조 연주자는 여전히 거트 현을 사용하고 있다. 이 밴조의 다섯 번째 현, 즉 엄지현은 짧고 다섯 번째 프렛 위치에 있으며, 목의 측면에 있는 줄감개에 고정되어 있다. 현을 G로 조현하고 그 음만을 연주하며, 보통 박자에 맞춰 소리를 낸다.